# Emil Pfeiffer (Mediziner)

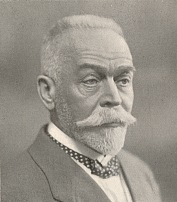
Emil Pfeiffer

Emil Pfeiffer (* 1. März 1846 in Wiesbaden; † 13. Juli 1921 ebenda) war ein deutscher Internist und Kinderarzt.

## Leben
Pfeiffer besuchte das Gymnasium in Wiesbaden und studierte anschließend wie sein Bruder August (1848–1919) Medizin. Emil Pfeiffer studierte an der Rheinischen Friedrich-Wilhelms-Universität Bonn, der Julius-Maximilians-Universität Würzburg und der Friedrich-Wilhelms-Universität Berlin, wo er 1869 zum Dr. med. promoviert wurde. Anschließend war er zunächst Feldassistenzarzt im Deutsch-Französischen Krieg, bevor er sich 1872 in Wiesbaden als Arzt niederließ. Hier wurde er 1872 Stadtarzt; er machte sich einen Namen als Badearzt und befasste sich eingehend mit der heilenden Wirkung der Mineralwässer aus den heimischen Quellen. Nachdem er 1898/1899 ärztlicher Leiter des Augusta-Viktoria-Bades geworden war, das als „Sanatorium zur Anwendung für sämmtliche physikalische Heilmethoden“ bezeichnet wurde, übernahm er bereits im Jahr 1900 die Wiesbadener Wasserheilanstalt Dietenmühle als dirigierender Arzt. Inzwischen mit dem Ehrentitel eines Geheimen Sanitätsrats ausgezeichnet, fand Pfeiffer in Stabsarzt a. D. Gustav Waetzoldt (1854–1910) bereits 1901 seinen Nachfolger in der Dietenmühle, die mittlerweile als „Kurhaus für Nervenkranke und Krankheiten des Stoffwechsels“ bezeichnet wurde. In seiner Tätigkeit als Kinderarzt beschäftigte Pfeiffer sich mit Fragen der Säuglingsernährung, setzte sich für die Einrichtung von Kinderheimen und -krippen ein und beschrieb das später nach ihm benannte Pfeiffer-Drüsenfieber.
Zwischen 1887 und 1905 war er Sekretär der Gesellschaft für Kinderheilkunde. Als Internist veröffentlichte er verschiedene Schriften über die Gicht und war Gründungsmitglied und bis 1914 ständiger Sekretär des 1882 in Wiesbaden gegründeten Kongress für Innere Medizin, einer jährlichen Wanderversammlung der bedeutendsten Kliniker des deutschsprachigen Raums. Auf Empfehlung eines Kollegen wurde er zur Konsultation des schwer an Gicht erkrankten Schahs von Persien Mozaffar ad-Din Schah nach Teheran gerufen.
Neben der Medizin widmete Pfeiffer auch der Botanik großes Interesse, in seinem Garten züchtete er zahlreiche seltene Pflanzen. Künstlerisches Talent verband er mit seinem naturwissenschaftlichen Interesse, indem er die wildwachsenden Pflanzen seiner Heimat aquarellierte. Im Museum Wiesbaden werden in der Bibliothek der Naturwissenschaftlichen Sammlung über 1.200 Aquarelle von Pfeiffer aufbewahrt, die 2012 vom Museum auf DVD der Öffentlichkeit zugänglich gemacht wurden.

## Schriften
- Die Trinkkur in Wiesbaden. Wiesbaden 1881.
- Wiesbaden als Curort. 3. Auflage, 1888.
- Das Mineralwasser von Fachingen. 2., völlig umgearbeitete Auflage, Wiesbaden 1894.
- Flora von Wiesbaden. Namentliches Verzeichnis der in der Umgegend von Wiesbaden vorkommenden Farnpflanzen und Blütenpflanzen. In: Jahrbücher des Nassauischen Vereins für Naturkunde, Band 73, Wiesbaden 1921, S. 2‒40.

## Ehrungen
- 1920 wurde er zum Ehrenmitglied des Nassauischen Vereins für Naturkunde ernannt.
- Nahe dem Apothekergarten wurde im Wiesbadener Aukammtal der Emil-Pfeiffer-Weg nach ihm benannt.